# 楊延宗
杨延宗（？—830年代），唐朝官员，德州安陵县丞杨子华曾孙，申州钟山县令杨寓之孙，杨元卿之子。
开成年间，杨延宗为磁州刺史，计划驱逐河阳节度使以自立为节帅，被其党所告发，台司调查得实。唐文宗下诏以杨元卿尝毁家归忠，全其宗族，在京兆府杖杀杨延宗，赐还田产。